# Skim (Comic)
Skim ist ein kanadischer Comic, der von Mariko Tamaki geschrieben und Jillian Tamaki gezeichnet wurde. Die Geschichte erschien ursprünglich 2008 bei Groundwood Books, die deutsche Übersetzung kam erst im Jahr 2019 bei Reprodukt heraus. Die 16-jährige Skim besucht im Herbst 1993 eine katholische Mädchenschule, ist hier allerdings Außenseiterin und Mobbingopfer. Als der Exfreund einer beliebten Klassenkameradin Suizid begeht, gerät der Schulalltag aus den Fugen. Gleichzeitig verliebt sich Skim in ihre Englischlehrerin Ms. Archer. Der Comic wurde mehrfach ausgezeichnet und in zahlreiche Sprachen übersetzt.

## Handlung
Die Geschichte spielt in Toronto und wird aus der Perspektive der 16-jährigen Skim, die eigentlich Kimberly Keiko Cameron heißt, und ihres Tagebuchs erzählt. Die Jugendliche begeistert sich für Astrologie, Esoterik und Tarot, wird aber wegen ihrer Interessen und verschlossenen Art von ihren Mitschülern ausgegrenzt – ihr Spitzname „Skim“, abgeleitet vom englischen Wort „slim“ (auf Deutsch „schlank“), zielt spöttisch auf ihr Übergewicht ab. Sie besucht im Herbst 1993 eine private, katholische Mädchenschule, fühlt sich hier allerdings fremd und selbst ihre beste Freundin Lisa geht Skim auf die Nerven. Beide sind als Außenseiter regelmäßig Opfer von Mobbing durch ihre Mitschüler, Skim zum Beispiel wegen ihres Übergewichts oder weil sie sich als eine angehende Wicca-Hexe betrachtet. Der Schulalltag gerät aus den Fugen, als der Exfreund einer beliebten Klassenkameradin Suizid begeht.
Während sich Lehrer, Eltern und Mitschüler mit Präventionsmaßnahmen und gut gemeinten Ratschlägen überbieten, wird ein augenscheinlich wichtiger Aspekt kaum thematisiert, nicht einmal in den extra einberufenen Gruppensitzungen mit Mrs. Hornet: Es geht das Gerücht an der Schule herum, dass der Teenager homosexuell gewesen sei. Gleichzeitig zu den Ereignissen rund um den Selbstmord verliebt sich Skim in ihre extravagante Englischlehrerin Ms. Archer, mit der sich die Schülerin heimlich trifft. Bei einem Spaziergang im Wald kommt es tatsächlich zu einem Kuss zwischen Skim und ihrer Lehrerin. Nachdem sich Ms. Archer allerdings zurückzieht, beginnt Skim sie zu Stalken. Ihr Verhalten und ihre Heimlichtuerei führen ebenfalls dazu, dass Skim und Lisa sich voneinander entfernen. Als Ms. Archer die Schule überraschend verlässt und aus ihrem Leben verschwindet, hat Skim Probleme mit ihrer Verwirrung und Einsamkeit umzugehen. Ihr Tagebuch hilft Skim, die Situation zu verarbeiten und sie nimmt sich vor, ab sofort selbst Spuren in der Welt zu hinterlassen.

## Entstehung und Stil
Die Zusammenarbeit der Cousinen Jillian und Mariko Tamaki geht auf einen Beitrag für das Comic-Zine Kiss Machine Presents… zurück. Die Idee des Zines ist es, Autoren und Zeichner für 24-seitige Mini-Comics zusammenzubringen, die bisher noch nicht miteinander gearbeitet haben. Ergebnis der Kooperation war eine erste Fassung von Skim. Die Geschichte wird mit Hilfe von Auszügen aus Skims fiktivem Tagebuch erzählt, die Elemente einer auktorialen Erzählsituation aufweist. Das Buch ist ihr ständiger Begleiter, in das sie sowohl schreibt als auch zeichnet. Jeder Eintrag beginnt mit den Worten „Liebes Tagebuch“ („Dear diary“). Durch die kursive Schrift entsteht der Eindruck handschriftlicher Notizen, durchgestrichene und ersetzte Wörter verstärken den Effekt, ein tatsächliches Tagebuch vor sich zu haben. Die Leser begleiten Skim in dem temporeichen Schuldrama von Herbst bis Weihnachten.
Mariko Tamaki verfasste ihr Manusprikt für Skim in einer Art und Weise, die an Drehbücher für Theaterstücke erinnert. Jillian Tamaki fertigte darauf aufbauend die Zeichnungen an. Wegen des Tagebuchsstils gehen Text und Bilder unterschiedliche Wege, vor allem in den großformatigen Illustrationen am Anfang der einzelnen Kapitel. Die Textfelder geben hauptsächlich die Tagebucheinträge von Skim wieder, die Illustrationen fangen die Erlebnisse aus einer übergeordneten Perspektive ein. Regelmäßig kommen dialogfreie Sequenzen zum Einsatz. Der Comic ist in Schwarz-Weiß gehalten, die Zeichnerin setzt ihre Bilder mit einem flüssigen und schwungvollen Strich um. Zusätzliche Textur und Dimension fügt sie den Illustrationen mit Hilfe von grauen Schattierungen hinzu. Durch die abwechslungsreiche Anordnung und Größe der Panels entsteht eine zusätzliche Dynamik. Jillian Tamaki experimentiert dabei auch mit gängigen Formen, zum Beispiel wenn sie anstatt konventioneller Panels diese als Polaroid-Fotografie mit deren typischem weißen Rand zeichnet.

## Veröffentlichungen
Skim wurde in einer kürzeren Fassung erstmals im Jahr 2005 als Sonderausgabe der Zeitschrift Kiss Machine herausgebracht. Eine weitere, frühe Version adaptierte Mariko Tamaki als Bühnenstück. Die finale Fassung von Skim erschien im Januar 2008 bei Groundwood Books (Hardcover, 144 Seiten, ISBN 978-0-88899-753-1). Der Verlag empfiehlt die Graphic Novel Lesern ab einem Alter von 14 Jahren. Das Cover erinnert an einen japanischen Farbholzschnitt aus dem 18. Jahrhundert und ist als einzige Illustration des Werkes koloriert. Das Bild zeigt Skim in einer sinnlichen Nahaufnahme und ist angelehnt an die traditionelle, erotische Darstellung von als attraktiv geltenden Frauen. Mehr als 11 Jahre später veröffentlichte Reprodukt im April 2019 die deutsche Übersetzung von Sven Scheer, das Handlettering übernahm Michael Hau (Klappenbroschur, 144 Seiten, ISBN 978-3-95640-180-0). Obwohl es sich bei Skim um die erste Zusammenarbeit von Jillian und Mariko Tamaki handelt, wurden die beiden in Deutschland durch ihre zweite Kooperation Ein Sommer am See bekannt, die Reprodukt bereits 2015 herausbrachte. Es gibt weitere Übersetzungen von Skim ins Französische, Italienische, Japanische, Niederländische, Serbische, Spanische und Schwedische.

## Kritiken
Laut Katrin Doerksen bei Deutschlandfunk Kultur ist Skim zwar noch nicht so ausgefeilt wie Ein Sommer am See, die Selbstverständlichkeit mit der „die Tamakis ihre Figuren zum Leben erwecken, ist aber schon hier zu spüren“. Dass die Protagonistin eine ungewöhnliche und vielschichtige Figur darstelle, sei typisch für die beiden Comickünstlerinnen. Die Tamakis beanspruchten nicht, „eine repräsentative Geschichte […] geschrieben zu haben, ein queeres Statement abzugeben oder eine abschließende Meinung […], wie eine Schule mit Selbstmordfällen umgehen sollte“. Stattdessen erzählten sie von einer „fiktiven und ganz spezifischen Gefühlswelt“, in der man sich wiedererkennen könne oder auch nicht – „lesenswert bleibt der Comic so oder so“.
In Die Zeit lobt Benno Hennig von Lange den Comicroman Skim, dieser versetze den Rezensent gekonnt in die Qualen einer Jugendlichen. Im Umgang mit Fragen zu Themen wie Liebe, Einsamkeit und Suizid erweise sich die pummelige, stets dunkel gekleidete Protagonistin Skim als sensible Beobachterin. Text und Bild überzeugen durch ihr „gelungene[s] Zusammenspiel“ und seien „atmosphärisch und vielschichtig deutbar“.
Bei Quill & Quire fasst Judith Saltman Skim als witzig, ergreifend und einprägsam zusammen („funny, poignant, memorable“). Mariko Tamaki verleihe dem Werk eine authentische, adoleszente Stimme, die dramatisch, selbstbezogen, lustig, aufrichtig und auch mal schlagfertig ausfalle („an authentic adolescent voice that’s dramatic, self-obsessed, funny, earnest, and sometimes glib“). Zahlreiche Szenen fallen gleichzeitig sowohl witzig und schwarzhumorig, als auch ernsthaft aus („[s]cenes are often hilarious and black-humoured as well as serious“). Die einfarbigen Zeichnungen von Jillian Tamaki hätten eine klassische Eleganz. Mit flüssigem und freiem Strich setze sie kreativ etwa Dialoge und Bewegung in Szene („drawings are fluid and loose, creatively employing elements such as dialogue balloons and lines to show movement“). Die abwechslungsreiche Größe und Anordnung der Panels verliehen der Graphic Novel zusätzliche Dynamik („panels vary dynamically in size and placement“). Skim zeige außerdem eindrücklich, wie verschlossen und verklemmt der Umgang mit Homosexualität im schulischen Umfeld stattfinde. In der Gruppensitzung der Schüler mit Mrs. Hornet werde nicht thematisiert, dass der Junge, der Suizid begangen hat, schwul war, noch teile Skim ihre eigenen sexuellen Gefühle mit ihrer besten Freundin Lisa.

## Auszeichnungen
Im Erscheinungsjahr 2008 zählte Skim in der Kategorie „Outstanding Graphic Novel“ zu den Gewinnern des Ignatz Award. Darüber hinaus erhielt die Graphic Novel nennenswerte Leseempfehlungen, zum Beispiel als „Best Illustrated Children’s Books“ von The New York Times oder Publishers Weekly Liste der „Publishers Weekly Best Books“. Im folgenden Jahr wurde Skim mit einem Doug Wright Award in der Kategorie „Best Book“ ausgezeichnet. Außerdem erhielt der Comic eine Platzierung auf der Liste der ALA Best Books for Young Adults in der Kategorie „Top Ten Best Books for Young Adults“.
In Deutschland gewann das Werk 2019 den Luchs des Monats Nummer 393. Laut Jurymitglied Anja Robert malt Skim „sehr genau und manchmal sehr schmerzlich das Schiefe, Unfertige, Peinliche, noch nicht Glattgebügelte dieser pubertären Zwischenzeit aus“. Der „feinfühlig übersetzte Text“ sei genauso stark wie die Zeichnungen.

## Kontroverse
Rund um Skim entstand eine kontroverse Debatte um die Bedeutung der Erzählinstanzen im Medium Comic, also Autoren und Zeichner. Skim wurde als erste Graphic Novel für den kanadischen Literaturpreis „Governor General’s Award“ nominiert, allerdings wurde ausschließlich die Autorin Mariko Tamaki berücksichtigt. Die Zeichnerin Jillian Tamaki wurde nicht einmal zur Verleihungszeremonie eingeladen. Daraufhin verfassten die kanadischen Comickünstler Chester Brown und Seth einen offenen Brief an die Veranstalter und setzten sich für eine Nachnominierung von Jillian Tamaki ein. Die Veranstalter hätten nicht verstanden, wie das Medium Comic funktioniere. Die Gleichberechtigung von Bildern und Texten machten das Comicmedium überhaupt erst zu einer Besonderheit. Nur durch das Zusammenspiel der beiden Erzählinstanzen entstehe die besondere literarische Qualität eines Comics. Den offenen Brief unterzeichneten mehrere kanadische und US-amerikanische Comickünstler, darunter befinden sich etwa Lynda Barry, Julie Doucet, Art Spiegelman und Adrian Tomine. Eine Nachnominierung von Jillian Tamaki scheiterte allerdings aus zeitlichen Gründen. In dem Brief der Comickünstler steht unter anderem:

“In illustrated novels, the words carry the burden of telling the story, and the illustrations serve as a form of visual reinforcement. But in graphic novels, the words and pictures BOTH tell the story, and there are often sequences (sometimes whole graphic novels) where the images alone convey the narrative. The text of a graphic novel cannot be separated from its illustrations because the words and the pictures together ARE the text. Try to imagine evaluating SKIM if you couldn't see the drawings. Jillian's contribution to the book goes beyond mere illustration: she was as responsible for telling the story as Mariko was.”

„In illustrierten Büchern tragen die Worte die Last, die Geschichte zu erzählen, und die Illustrationen dienen als eine Form der visuellen Unterstützung. In Graphic Novels aber erzählen Worte und Bilder BEIDE gemeinsam die Geschichte, oft gibt es Sequenzen (manchmal ganze Graphic Novels), in denen die Zeichnungen alleine das Narrativ tragen. Der Text kann nicht von den Illustrationen getrennt werden, da Worte und Bilder zusammen der Text SIND. Versucht euch vorzustellen SKIM zu bewerten, ohne die Zeichnungen sehen zu können. Jillians Beitrag geht über reine Illustration hinaus: Sie war ebenso verantwortlich für die Erzählung der Geschichte wie Mariko.“